# Afrixalus spinifrons
Afrixalus spinifrons és una espècie de granota de la família dels hiperòlids que viu a Sud-àfrica i, possiblement també, a Lesotho.
Està amenaçada d'extinció per la pèrdua del seu hàbitat natural.